# 아프가니스탄 전쟁 (2001년~2021년)
아프가니스탄 전쟁(영어: War in Afghanistan, 파슈토어: د افغانستان جګړه, جګړه په افغانستان کی)은 2001년 미국이 아프가니스탄을 점령한 이후 발생한 전쟁이다. 미국은 초기에 캐나다와 영국의 지지를 받았고, 이후 모든 NATO 회원국을 포함한 40개국 지지를 받았다. 이 전쟁의 일반적 목표는 알카에다를 해체하고, 탈레반 정권을 축출해 아프가니스탄에서 알카에다의 안전한 작전 기지를 제거하는 것이었다. 아프가니스탄 전쟁은 미국 역사상 가장 긴 전쟁으로 분류된다. 미국은 20년에 달하는 전쟁 기간 동안 막대한 인적 희생과 물적 지출에도 불구하고 아프가니스탄 이슬람 공화국의 영토를 탈레반의 아프가니스탄 이슬람 토후국의 전체영토로 넓히는데 실패하였으며, 결국 철군을 결정하였으나 철군이 완료되기 전에 탈레반에게 아프가니스탄 전역을 접수당하였으며, 일부 자국민을 아프가니스탄에 남겨둔채 급하게 철군을 완료하였고, 이 과정에서 카불 공항 테러가 발생하여 다수의 사상자가 발생하였으며, 최종적으로 2021년 탈레반의 승리로 전쟁은 종결되었다. 이 전쟁은 베트남 전쟁에 이은 미국의 대표적인 패배 사례로 손꼽힌다.

## 전쟁 배경

### 소련-아프가니스탄 전쟁
아프가니스탄 전쟁 이전의 전쟁으로 이 전쟁을 통해 알카에다와 탈레반이 등장하였다. 이 전쟁에서 미국은 탈레반에게 무기와 전술 등을 원조해줬고, 훗날 그 화살이 미국에게 돌아오게 된다.

#### 아프가니스탄 무자헤딘(Mujahedin)
무자헤딘은 무자헤드(Mujahid)의 복수형이다. 무자헤드란 이슬람을 위협하는 이들과 싸우는 성전(지하드)에 임하는 전사란 의미이다. 따라서 1979년부터 소련군의 침공에 맞선 아프가니스탄 전사들을 의미하는 명칭으로도 사용된다. 1980년대 무자헤딘의 소련 공산주의 침략자들과 싸우는 용감한 투사란 의미가 미국에 전달되었고, ‘무자헤딘에게 원조를’이란 플랜 카드 아래 미국 시민들이 모금을 했다.

#### 빈라덴의 등장
무신론 공산주의 소련의 아프가니스탄 침공은 이슬람 국가들을 자극했다. 특히 당시 이슬람의 맹주 사우디아라비아를 크게 자극했는데, 이에 사우디아라비아는 정보국을 파키스탄에 파견시키며 초기 180만 달러 자금원조를 하였다. 정보국에는 사우디아라비아의 부호 가문 출신의 오사마 빈라덴(Osama Bin Laden)도 포함되어있었다. 그는 파키스탄을 거쳐 아프가니스탄으로 입국했고, 무자헤딘의 열악한 환경을 보고 1,000만 달러에 이르는 성금 모금을 했으며 무자헤딘 투쟁을 아랍세계에 알리는데 큰 기여를 했다.

#### 소련군 철수
1980년대 후반, 여러 방면의 후원 등으로 성장한 무자헤딘은 점차 소련을 상대로 승리하기 시작했고, 결국 소련은 철군을 결심한다.

### 탈레반의 아프가니스탄 장악과 빈 라덴
탈레반은 아프가니스탄 최대 민족인 파슈툰족, 이슬람 신앙, 파키스탄의 지원이 만들어낸 복합적 산물이다. 이들은 소련의 침공 때 무자헤딘 투쟁에 참가하였고, 전쟁 동안 조직적이고 강력한 군사세력으로 성장하게 된다. 소련의 아프가니스탄 침공 실패 이후 기존의 나지불라 공산정권이 무너졌고 무정부 상태에 빠진다. 이는 무역에 종사하던 파슈툰 상인들에게 큰 타격을 주었다. 탈레반은 그들이 모금한 25만 달러의 자금을 바탕으로 다시 등장하였다. 이들은 파슈툰족 왕조를 복원해 아프가니스탄의 평화를 회복하겠다는 목표를 세웠다. 한편 파키스탄도 계속되는 아프가니스탄 분쟁으로 교역에 큰 타격을 입고 있었다. 이에 탈레반을 지원하여 아프가니스탄의 안정을 도모하고자 한다. 탈레반은 내외의 지원을 바탕으로 아프가니스탄을 점차 장악한다. 당시 빈 라덴은 알카에다를 중심으로 미국과 자신을 축출한 조국 사우디아라비아를 상대로 여러번 폭력 테러를 감행하고 쫓기다가 자신이 오랫동안 후원했던 아프가니스탄으로 잠입한다. 당시 클린턴 대통령은 자신의 스캔들을 덮기 위해 빈 라덴이 아프가니스탄 남쪽 자와르 킬리 훈련장에 있다는 정확하지 않은 정보를 바탕으로 예고 없이 타격했고 이에 탈레반은 미국에 적대심을 갖게 된다. 그러는 동시에 빈 라덴은 탈레반에 저항하는 세력의 우두머리인 아마드 샤 마수드를 암살했다. 여러 요인들이 맞물리며 탈레반은 빈 라덴과 긍정적인 관계를 이어가기 시작했고, 미국에 대항하여 빈 라덴을 보호해주게 된다.

### 911테러
2001년 9월 11일 15명의 사우디아라비아인을 포함한 19명의 아랍인들이 미국에서 합동 테러를 저질렀다. 4대의 민항기가 납치되었다. 알카에다의 함부르크 조직의 조직원이었던 납치인들은 아메리칸 항공 11편과 유나이티드 항공 175편을 세계 무역 센터의 쌍둥이 빌딩에 강제로 충돌시켜, 항공기에 탑승한 승객 전원과 건물 안의 2,000명이 사망했다. 쌍둥이 건물은 무너졌고, 충돌로 인해 인근의 건물이 부서지거나 피해를 입기도 했다. 아메리칸 항공 77편은 워싱턴 D.C 인근의 펜타곤에 충돌했고, 유나이티드 항공 93편은 워싱턴 DC로 날아가던 비행기가 셰익스빌 인근에 추락해 탑승객 전원이 사망했다. 뉴욕주 보건부에 따르면 2009년 6월 기준으로 소방관과 경찰관을 포함해 사망자 수가 총 836명으로 집계되었다. 전체 사망자수는 19명의 납치범들을 포함해 2,996명이었다.

### 미국의 최후 통첩과 탈레반의 반응
테러사건이 일어난 지 이틀이 지난 9월 13일, 미국은 파키스탄 대통령 페르베즈 무샤라프에게 탈레반에 대한 지원중단, 파키스탄 영공 통과와 이/착륙 백지 위임장을 요청했고, 바로 당일 날 모든 조건이 수락되었다. 탈레반에게는 24~48시간 안에 빈 라덴과 그 측근들의 인도 및 알카에다 캠프 폐쇄를 수용하지 않을 경우, 미국은 모든 수단을 이용해 테러 시설을 공격할 것이라는 최후 통첩을 보냈다. 탈레반은 고민했지만 결국 빈 라덴을 보호한다는 결정을 내렸다.

## 전쟁 전개
미국 정부는 과거 영국, 러시아와 같은 강대국들이 아프가니스탄과의 전쟁에서 패배했음을 인식하고, 이 전쟁이 미국과 이슬람권과의 대결로 변질될 것을 우려하여 전쟁의 목적이 알 카에다를 지원하는 탈레반에 대한 응징에 있음을 명시하였다. 또한 테러와의 전쟁을 명분으로 UN을 통하여 세계 각국이 테러와의 전쟁에 참여하도록 유도하였다. 2001년 10월 7일 공중 폭격을 시작으로 2개월만에 아프가니스탄에서 전개된 군사작전은 성공적으로 마무리되었으며, 국제사회의 지원으로 아프가니스탄 과도 정부가 출범하게 된다. 하지만 미국의 의도와는 달리 오사마 빈라덴을 중심으로 한 알 카에다를 완전히 격퇴하는 것은 실패했으며, 아프가니스탄을 장악한 이후의 안정화 작업도 순조롭게 이뤄지지 못했다. 이후 국제안보지원군은 단호한 지원작전으로 명명된 임무를 맡았으나, 아프가니스탄 전역에서 탈레반의 영향력은 줄어들지 않았고 아프가니스탄 곳곳에서 탈레반의 테러가 이어지는 등 장기화되었다.
초기의 군사적 성과에도 불구하고 미군은 초기 낮게 설정된 투입 병력으로 작전의 대부분을 북부동맹의 병력에 의존해야 했고, 작전 수준에서 미군에게 뒤지는 북부동맹은 패주하는 알카에다와 탈레반 일당을 완전히 섬멸하지 못했다. 특히 2001년 12월 파키스탄 국경에 인접한 산악 지역인 토라보라에서 오사마 빈라덴을 포함한 2천 명의 적을 전략적 우세에도 불구하고 살상 또는 섬멸하지 못한 것은 치명적이었다. 금전적 보상을 약속받은 부족 민병대들은 제대로 전투에 임하지 않았고 미군의 반대에도 불구하고 알카에다와 휴전 협정을 맺으면서 알카에다와 탈레반 잔당들이 파키스탄으로 피신할 수 있는 기회를 만들었다. 미군을 대신해야 할 아프가니스탄인 군대와 경찰의 양성도 더뎠다.
미군이 20년간 지원했던 아프가니스탄 군경에 대한 890억 달러 규모의 지출은 상당 부분 제대로 관리되지 않았고 이는 아프가니스탄 국가안보군과 그 계약 간에 있었던 부패를 야기했다.
아프간재건특별감사관실(Special Inspector General for Afghanistan Reconstruction, SIGAR)이 미국 의회 제출한 보고서에는 경찰을 포함한 아프가니스탄 정부군 내의 심각한 부정부패에 대해 언급해왔고, 실질적인 군과 경찰 병력에 대한 데이터는 의심스럽고 정확성이 떨어진다고 지적했다. 또한 부패한 간부들이 봉급을 가로채기 위해 장부에 실제로 존재하지 않는 유령 병사를 기재했다고 말하고 있다.

### 아프가니스탄 침공작전 준비

#### CIA와 제5특전단
이전부터 미국 CIA정보국은 빈 라덴 제거작전을 준비하고 있었으며 이러한 상황에서 제5특전단장 존 멀홀랜드 대령이 군사작전을 제안하였다. 제5특전단은 미국 육군 특전부대 중 중동 및 북아프리카 지역을 담당하는 특전단으로 적지 침투 후 게릴라전, 포섭 능력으로 미국에 호응하는 게릴라 세력 양성, 민사심리전, 동맹군 부대의 훈련 등 특수임무를 수행하는 조직이다. 존 멀홀랜드 대령은 그들의 특기인 포섭능력을 활용, 탈레반에 적대적인 아프가니스탄 북부동맹 군벌세력을 통해 주전투전력을 확보하고 부족한 전투능력은 특전단에 소속된 공정통제사가 강력한 미국 공군 전력을 유도하는 방법으로 보충하는 작전을 제안하였다. CIA는 이를 받아들였다.

#### 미국 합동참모본부의 결정
911테러가 일어난 지 4일이 지난 2001년 9월 15일, 부시 대통령은 미군 최고 지휘관으로서 "군복을 입은 모든 이들은 대기하라"라는 명령을 내린다. 부시 대통령은 일차적으로 빈 라덴 사살을 목표로 세운다. 당시 미국 군사 정책연구소들은 과거 소련의 아프가니스탄 침공 작전을 사례로 들면서 미국이 대규모 지상군을 동원하는 것은 현명하지 않다는 경고를 했다. 이에 미국 합동참모본부(CJCS)는 토마호크 순항 미사일과 폭격기, 특수전 부대를 결합한 공격방식의 군사적 방안을 제시하였다. 이로써 존 멀홀랜드 대령과 CIA가 세운 아프가니스탄 작전계획이 현실화되기 시작한다.

#### CIA의 공작활동, 외교활동
CIA는 군사활동과 함께 공작활동과 외교활동도 병행하고자 하였다. 우선 공작활동은 2001년 9월 19일, 게리슈렌이 이끄는 CIA 공작팀(Jawbreaker : 조 브레이커, 광석 파쇄기)가 맡았다. 이들은 워싱턴을 떠나 아프가니스탄 북쪽 접경국인 우즈베키스탄에 도착하였다. 그들의 임무는 아프가니스탄 북부에서 아직 탈레반 정권에게 저항 중인 북부동맹 세력과 동맹을 맺어 탈레반을 타도하는 것이었다. 한편 외교활동도 지속되었는데, CIA 파키스탄 지부장 로버트 그레니어는 은밀히 탈레반 정권 2인자인 아크타르 모하마드 오스마니와 접촉하여 미군이 빈 라덴을 체포할 수 있도록 도와달라는 제안을 했다. 탈레반측은 겉으로 협조적인 태도를 보였지만 실질적인 움직임이 없었다. 즉 탈레반은 협상을 통해 시간만 끌고 있었던 것이다.

#### 펜타곤의 전쟁준비
CIA의 비군사활동들이 별다른 성과를 거두지 못하자, 럼스펠드 국방장관의 지휘하에 펜타곤은 공군력과 특수전 부대의 동원을 시작한다.

### 주요 작전 및 전투

#### 항구적 자유작전(Operation Enduraing Freedom)

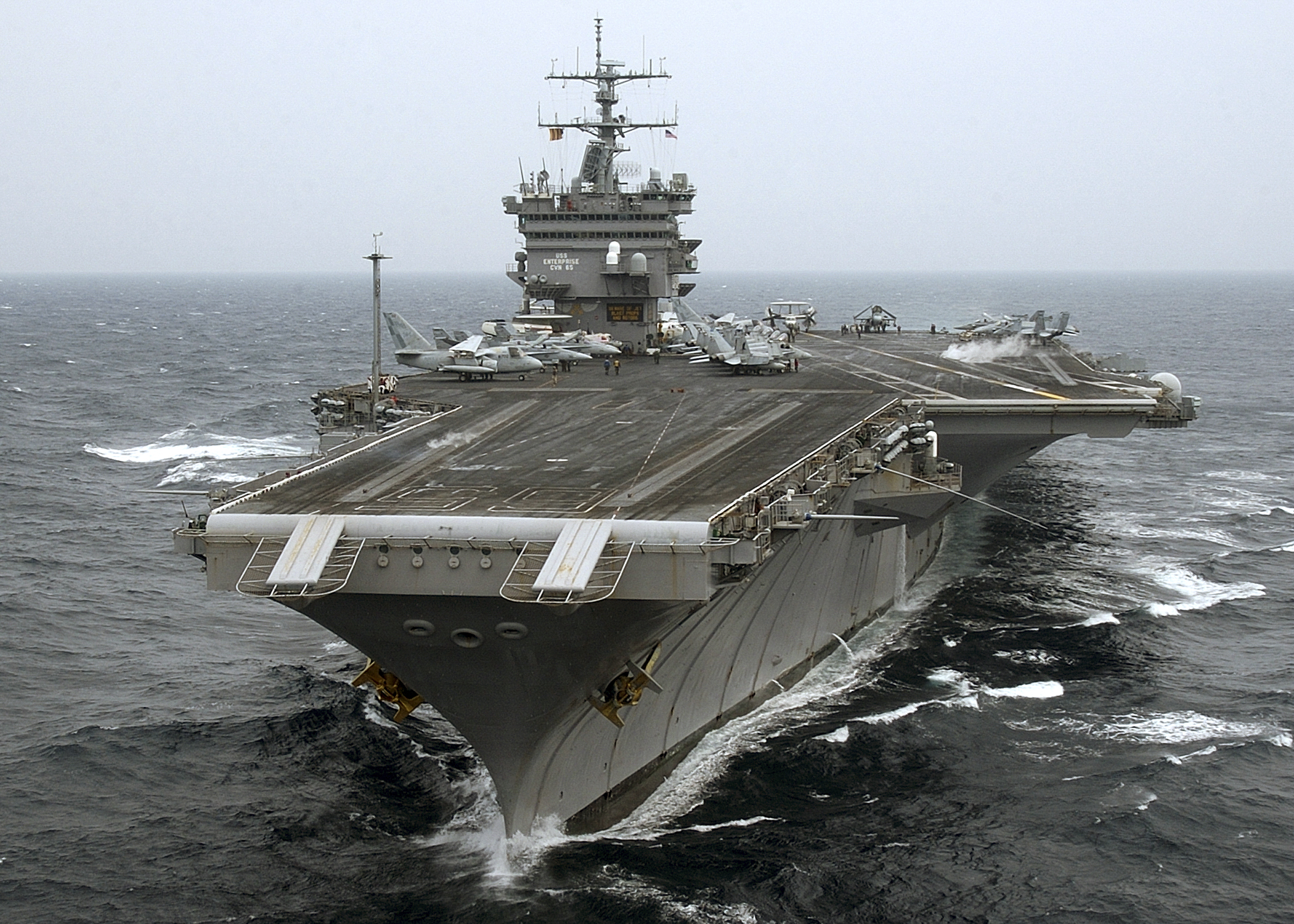
미국 해군의 항공모함 CVN-65

2001년 10월 7일, 탈레반에 대한 군사공격 작전인 항구적 자유작전이 개시되었다. 미국해군 수상함과 잠수함에서 토마호크 순항미사일이 발사된 이후, 뒤이어 B-52H 폭격기에서 AGM-86C 순항 미사일이 발사되었다. 그 뒤를 따라 항공모함 CVN-65 엔터프라이즈와 CVN-70 칼 빈슨에서 이함한 미국해군 전투기와 함께 미국공군의 B-1B와 B-52H 폭격기가 탈레반과 알카에다 기지를 맹폭하였다.

#### 첫 번째 특수전 임무
우즈베키스탄의 스트롱홀드 프리덤 기지를 기반으로 아프가니스탄에 대한 침투작전 준비가 시작된다. 미국은 아프가니스탄 북부동맹에 중동지역을 담당하는 제 5특전단 병력을 중심으로 특수전 부대를 파견해 공동작전을 수행하고자 하였고 이를 위해서 우즈베키스탄의 기지로부터 아프가니스탄까지 특수전 부대원들을 안전하게 수송해야 했다. 그러나 아프가니스탄과 우즈베키스탄 사이에 높이 3,000m 이상의 산맥이 길을 차단하고 있었고 산맥 너머 사막 고원지대의 모래폭풍이 걸림돌이었다. 따라서 산맥을 피해 산맥 사이의 계곡을 헬기로 통과하는 방법을 사용했다. 이때 MH-47E 치누크 헬기와 MH-60L 나이트 호크가 사용되었다.

#### 특수부대와 북부동맹 연합작전

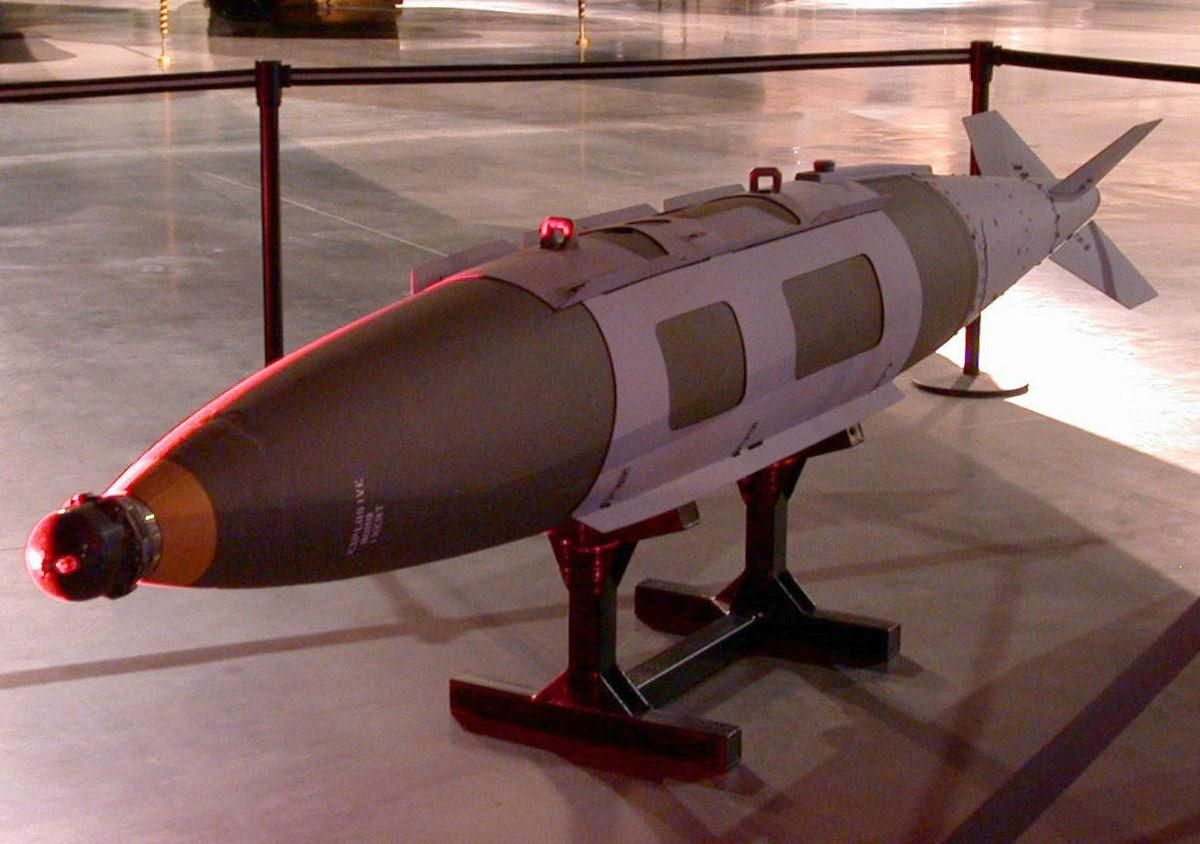
미군의 JDAM유도폭탄

제 5특전단 병력은 최소 부대단위인 ODA(Operational Detachment Alpha : 작전분견대)가 각각 임무를 수행하였다. 각 ODA는 10~12명의 병력으로 구성되어있으며 상당히 작은 규모의 병력이므로 직접적으로 전투에 참여하기보다 항공지원 조율, 표적정보 제공, 레이저 타케팅 조사 등을 통해 미국공군 전력을 효과적으로 운용하는데 초점을 맞추었다.빈 라덴이 북부동맹의 지도자 아마드 샤 마수드를 암살한 뒤 북부동맹이 분열양상을 보였기 때문에 미국측은 각 ODA들을 북부동맹 각각의 파벌들에 분산시켰다. 이중 ODA 595와 라시드 도스툼 장군의 부대의 작전에 대한 내용이다.
이들의 주 임무는 아프가니스탄 공습작전을 수행하던 공군 폭격기나 전투기가 추락하면 이들을 구조하는 임무였다. 그런데 이번에는 특별히 공격작전을 수행하게 되었다. AN/PEQ-1 SOFLAM(Special Operations Forces LAser Acquisition Marker) 특수부대용 레이저 표적지시기와 SATCOM(Satellite Communication, 위성통신기)을 사용한 폭격을 유도하였다.
1. AN/PEQ-1 SOFLAM를 사용해 10km 밖의 표적(탈레반 참호)을 확인하고
2. 레이저 거리측정기로 거리를 측정하고
3. SATCOM을 사용해 미국공군 B-52 폭격기를 호출하여 JDAM 유도폭탄을 투하한다.
위의 과정으로 폭격을 진행 하였다. 적중하지는 못했지만 도스툼 장군은 항공기를 호출하여 폭탄을 투하하는 것을 성공한 것만으로도 만족스러운 결과를 얻은 것으로 평가하였다.

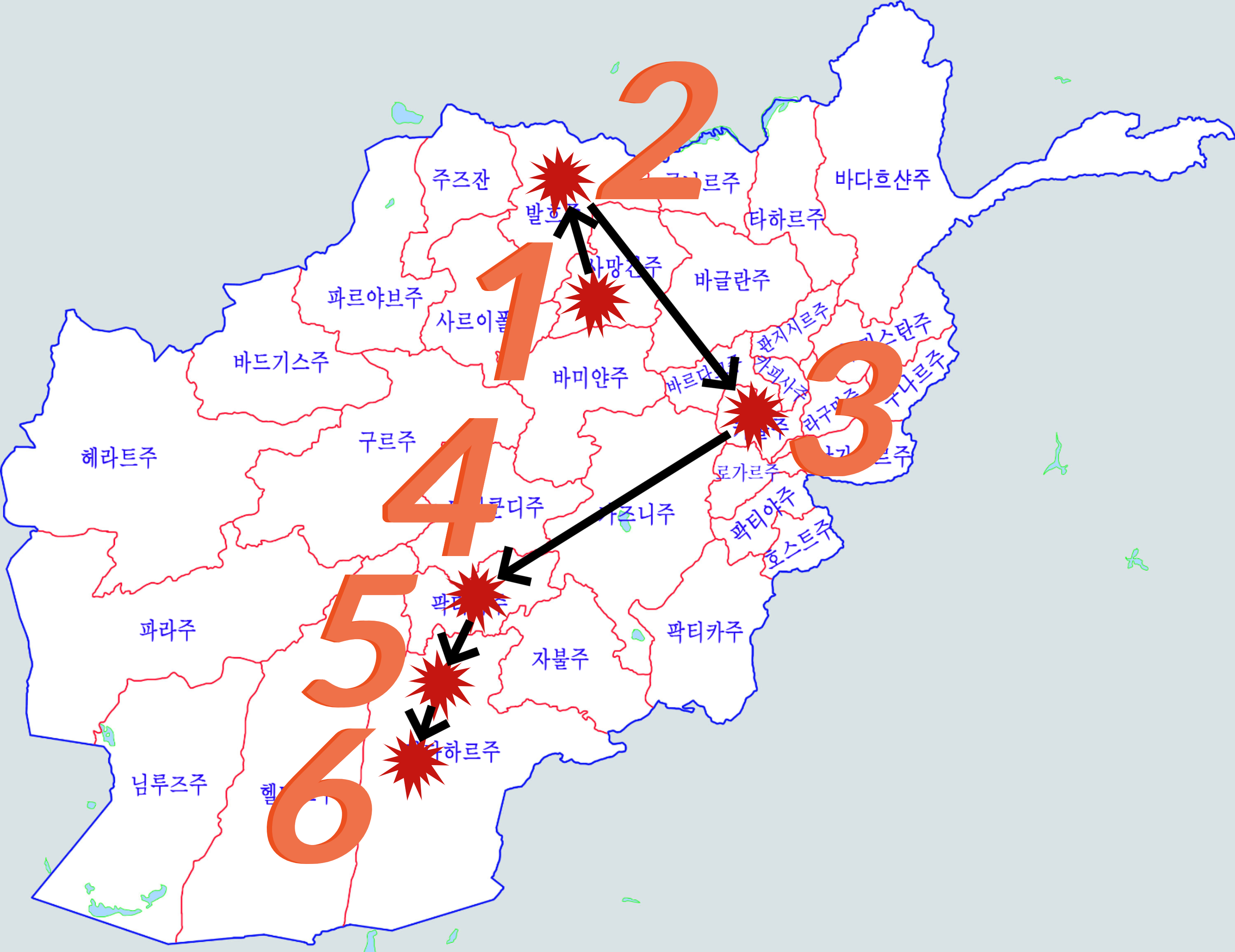
미국과 탈레반의 전투1.다리아 서프(Darya-Suf) 전투
2.마자르이샤리프(Mazae-e-Sharif) 전투
3.카불(Kabul) 전투
4.타린 코트(Tarin Kot) 전투
5.사이드 알림 카라이(Sayd Alim Kalay) 전투
6.칸다하르(Kandahar) 전투

#### 마자르이샤리프 공략작전
ODA 595중 일부는 남쪽으로 이동하여 도스툼 휘하의 지휘관과 접촉해 10월 20일부터 공중폭격을 통해 탈레반의 수많은 진지와 참호선을 파괴하고, 장갑차 20여대와 지원차량 20여대를 파괴하였다. 이를 통해 다른 북부동맹 병사들이 탈레반 방어선을 빠른 속도로 통과하여 우즈베키스탄과 접경한 아프가니스탄 북부 최대 도시인 마자르이샤리프(Mazar-e-Sharif)까지 진격할 수 있는 다리아 서프(Darya Suf)계곡으로 접근하였다.
탈레반은 마자르이샤리프를 상실할 경우 곧장 카불까지 상실할 수 있는데다, 과거 탈레반이 이곳을 점령한 덕분에 중동국가들로부터 정식 정부로 승인을 받을 수 있었던지라 정치적으로도 중요한 지역이었다. 탈레반은 이 중요한 거점을 방어하기 위해 제5군과 제7군 병사 1만 5,000명을 마자르이샤리프 동쪽 탈리칸 전선에 배치하였다. 탈레반은 다리아 서프 계곡 방어에 사활을 걸었다. 이곳이 방어에 유리한 지역이며 이곳이 뚫리면 마자르이샤리프까지의 진격로가 열리기 때문이었다. 탈레반은 주요 교통로에 대량의 대인지뢰를 매설하고 122mm곡사포와 BM-21 다연장 로켓까지 동원하여 저항했다.
전투가 진행된 지 2주가 지난 시점, ODA 595는 폭격지점을 유도했고 미국 공군, 해군 전투기는 물론 영국 토네이도 공격기까지 날아와 하루에 120회 이상의 공습을 가했다. 이번에는 첫 임무때와 다르게 30m이내의 정확도로 2,000파운드(907kg)의 JDAM이 탈레반 진지를 맹타했다. 2,000파운드급 폭탄은 반경 500m 이내를 전멸시켰고 중량 35톤짜리 탱크가 장난감처럼 하늘로 치솟았다.
11월 6일, 미국 공군은 특단의 조치를 취한다. BLU-82 열 압력 폭탄을 다리아 서프 계곡에 투하한 것이다. 이는 중량이 5,700kg이나 되며 대규모 지뢰지대를 없애기 위해서 만든 폭탄으로 그 위력이 상당하여 보는 사람으로 하여금 핵무기를 연상하게 한다. 미국은 BLU-82 폭탄 2발을 계곡에 투하하였다. 엄청난 맹폭으로 사기를 상실한 탈레반은 드디어 도주하기 시작했고 도스툼과 미군 기병대는 말을 타고 무려 40km를 쫓아가면서 공격을 계속했다. 다리아 서프 계곡이 뚫리고 주력 병력이 항복한 11월 9일, 마자르이샤리프는 북부동맹에게 넘어왔다.

#### 카불 함락
북부동맹과 미국은 탈레반이 카불에서 시가전을 준비할 틈을 주지 않고 신속하게 접근했고, 11월 12일에 특별히 격렬한 전투 없이 카불을 함락시켰다.카불은 아프가니스탄의 수도이고 교통의 요지였으므로 북부동맹과 미국의 카불 무혈 입성은 탈레반에게 있어 매우 치명적이었다.

#### 타린 코트 점령

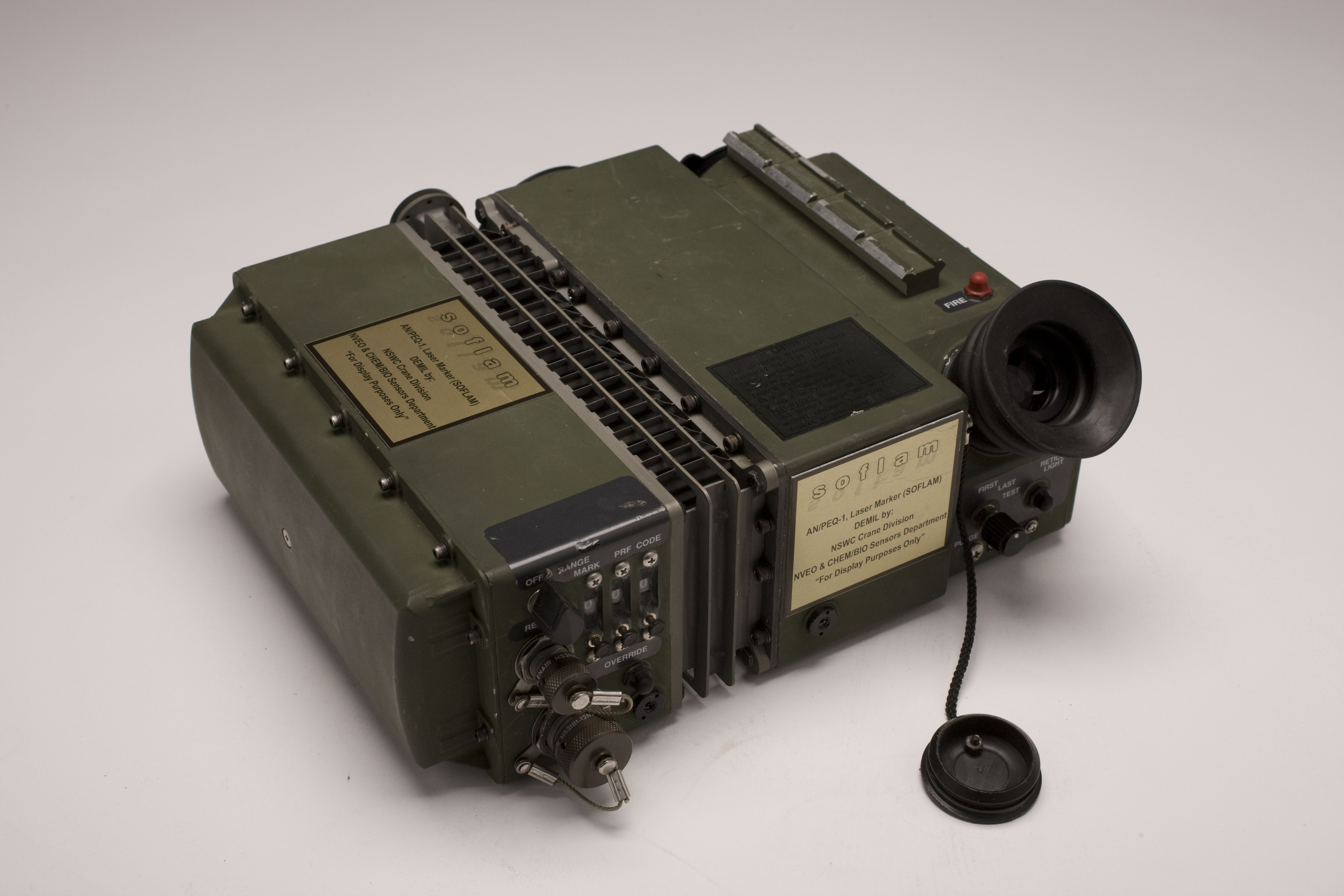
전투에서 쓰인 특수작전 부대용 레이저 조준기

카불이 함락되고 탈레반은 재빨리 그들의 근거지인 아프가니스탄 남부 지역에서 대항할 준비를 시작했다. 같은 실수를 반복하지 않겠다는 의지를 보여준 것이다. 9.11테러 직후 하미드 카르자이라는 사람이 미국 대사관에 나타나 자신이 탈레반에 저항해 미국을 돕겠다고 하였고, 타린 코트(Tarin Kot 또는 Tarin Kowt)로 내려가서 반군을 조직했다. 그는 타린 코트 출신으로 오래전부터 탈레반과 적대적인 관계에 있었고 고향에서 그들을 몰아내기 위한 준비를 하고 있었다. 타린 코트는 탈레반의 실질적 수도 칸다하르 북쪽에 가까이 위치하고 있으며 분지지형이어서 탈레반의 공격을 막아내기 유리한 곳이었다.
카르자이는 자신이 모은 25명의 파슈툰족 반군, 6명의 CIA 조브레이커 에코팀, 12명의 ODA-57팀 이렇게 적은 수의 병력으로 타린 코트 공세를 위해 타린 코트로 향하는 통로를 차단하기 시작했다. 이때 타린 코트의 시민들이 반란을 일으켜 탈레반 계열의 시장을 사살하고 행정관리들을 몰아냈다.
이 소식을 들은 탈레반은 80여대의 차량과 함께 300~500명 정도로 예상되는 정예군을 중심으로 타린 코트에 진격해왔다. 타린 코트에 총을 가진 남성들이 총동원되어 방어진지에 배치되었고, 미군은 근처 모든 미군 항공세력을 호출하기 시작했다. 미군은 AN/PEQ-1 SOFLAM(Special Operations Forces Laser Acquisition Marker : 특수작전 부대용 레이저 조준기)를 이용하여 적의 정확환 위치데이터를 파악하여 전투기에 알렸고 전투기들은 이 위치데이터를 바탕으로 적을 섬멸했다. 계속되는 폭격에 탈레반은 타린 코트를 포기하고 후퇴하였다.

#### 칸다하르 점령
12월 2일 미군, 텍사스 14와 카르자이 연합군은 칸다하르로 향하는 핵심 교량이 위치하는 사이드 알림 카라이(Sayd Alim Kalay)마을에 도착하였다. 이곳에서 탈레반과 치열한 전투를 벌였고 결국 미군의 거센 폭격으로 철수하였다. 탈레반은 그간 미군과 여러 전투들로부터 자신들의 위치가 노출되면 폭격된다는 것을 학습하였고, 자신들의 위치가 노출되지 않는 동굴진지를 활용해 버티면서 지연전을 수행하기 시작한다.
한편 칸다하르 남서쪽 90km 지점에 미국해병대가 비행장을 확보하고 투입 준비를 하고있었다. 투입 준비를 완료한 해병대 병력 약 750명은 텍사스 17이 이끄는 아프가니스탄 군벌 세르자이 군에 합류해 핵심거점인 칸다하르 국제공항으로의 진격을 시작한다. 그들은 아프가니스탄 북부에서 사용되어 엄청난 위력을 증명한 BLU-52 열압력 폭탄을 바탕으로 탈레반의 전의를 상실시켜나갔다.
결국 2001년 12월 7일, 전쟁이 일어난 지 2개월 만에 탈레반이 항복을 하면서 전쟁이 일단락된다.

#### 토라보라 전투와 빈라덴의 탈출

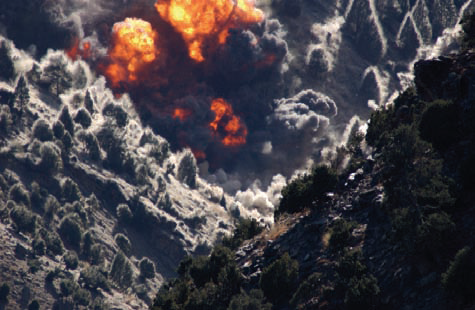
토라보라 전투중 미군의 공습

참고: 이 전쟁은 탈레반과 미국 사이의 전투가 아닌 알카에다와 미국 사이의 전투이다.
한편 빈라덴과 알카에다는 카불이 함락되었다는 소식을 듣고 아프가니스탄 동부 잘랄라바드로 신속히 이동하였었다. 빈 라덴은 1987년 당시 소련과 싸우는 무자헤딘을 위해 잘랄라바드에서 토라보라 산악지대를 잇는 도로공사를 수행한 적이 있었고, 그 결과 복잡한 토라보라의 지형을 잘 알고 있었다. CIA는 빈라덴이 토라보라 동굴로 잠적했다는 정보를 입수하고 정찰조를 파견하여 알카에다가 은신한 동굴진지의 위치를 확인했다. 토라보라 동굴은 천연 동굴로 깊이가 300m에 이르고 주요 출입구는 철문으로 차단되어 있었다. 내부에 충분한 식량과 무기를 구비하고 있었으며 수력발전으로 전력을 공급받으며 최대 1,000명의 알카에다 병력이 은거할 수 있는 요새였다. 보통의 미사일로는 타격을 줄 수 없는 것이 큰 걸림돌이었다. 별다른 성과 없이 전투가 길어지자 작전을 지휘하던 핸리 크럼프턴이 빈라덴의 도주를 우려하여 백악관 측에 도움을 요청했지만 불응했다. 불과 400여명에 불과한 미군 특수전 병력과 강력한 공중전력만으로 탈레반을 타도한 것을 이유로 자만했던 것이다. 빈 라덴을 제거하지 못했기 때문에 아직 아프가니스탄 문제가 완전히 종식되지 않았음에도 불구하고 그들은 이라크 전쟁을 논의하고 있었다. 한편 토라보라에서는 오랜 전투 끝에 동굴을 공략해냈다. BLU-118/B 열압력 관통탄두를 사용한 것인데, 단단한 암석층으로 된 동굴 외벽을 관통한 이후 내부에서 폭발하는 구조였다. 폭격을 성공적으로 마치고 수색에 들어가 시체들을 확인하지만 빈 라덴을 찾을 수 없었다. 그는 이미 파키스탄으로 넘어간 상태였다. 미군의 병력은 제한적이었기에 대부분 알카에다와의 전투에 묶여 있었고, 봉쇄선의 감시가 느슨해진 틈을 타 탈출했던 것이다.

#### 아나콘다 작전

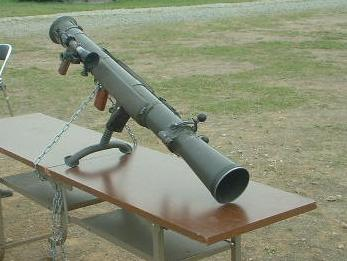
아나콘다 작전에서 동굴로 숨어든 탈레반 알카에다를 섬멸하기 위해 사용된 무반동총

아프가니스탄에서 탈레반 세력이 사라지자, 아프가니스탄은 다시 혼란 상태에 빠졌다. 이를 해결하기 위해서 하미드 카리즈이 주도하에 아프가니스탄 임시정부(AIA)가 구성되었다. 한편 미군은 탈레반과 알카에다 잔당 토벌을 위해 아나콘다 작전을 개시한다. 샤히코트(Shah-i-Kot) 계곡에 숨어든 탈레반과 알카에다 잔당들을 소탕하기 위해 제3, 5특전단, 제10산악사단, 제101공수사단이 동원되었다. 또한 미군을 도와 아프가니스탄 안정화 작전에 참여한 ISAF(International Security Assistance Force : 국제 안보지원군)소속의 호주, 덴마크, 프랑스, 독일, 노르웨이 연합군이 함께 하였다. 이외에도 약 600여명의 아프가니스탄 병사들이 참가했다. 이렇게 다양한 국적의 병력이 참가하여 피아식별과 공동작전 상의 문제가 많을 수밖에 없었다. 실제 작전에서 미군은 적의 병력을 과소평가하여 폭격 준비를 많이 하지 않았고 실패하였다. 또한 탈레반은 과거의 경험을 바탕으로 그들이 노출되면 폭격을 당한다는 것을 학습하고 숨어서 게릴라전을 수행하기 시작했다. 또한 미군이 절대 아군을 버리지 않는 특성을 악용하여 미군이 추락하거나 고립되어 있으면 매복작전을 실시하였다. 탈레반과 알카에다의 전략에 대응하여 ISAF는 그들이 동굴에 숨어서 공격하면 항공 엄호가 아닌 84mm 칼 구스타프(Carl Gustav) 무반동총을 사용해 적을 타격하였다. 사거리가 무려 700m나 되는 무반동총은 적의 사거리 밖에서 적을 섬멸할 수 있었다. 아나콘다 작전은 긴 시간 지속되었고 결국 성공한 작전으로 기록된다. 이 작전으로 샤히코트 계곡에 숨어든 약 1,500여명의 탈레반과 알카에다가 전사하였다.

#### 탈레반의 부활과 ISAF
미군이 탈레반의 중심 거점 칸다하르를 점령하였고, 2001년 12월 7일 탈레반이 항복 했었다(아프가니스탄 전쟁 (2001년~2021년)#칸다하르 점령 참고). 그 이후 탈레반은 파키스탄 파슈툰 지역으로 후퇴한 뒤 세력을 회복하였다.한편 NATO는 9.11테러를 미국에 대한 군사적 공격으로 간주했고, 상호안보조약에 근거해 치안 유지군을 파병하기로 결정하였다. 2001년 12월 20일, UN 안전보장이사회의 결의에 따라 ISAF(International Security Assistance Force : 국제안보 지원군)가 창설되었다. ISAF의 숫자는 2009년 1월 기준으로 55,100명 정도였고, 참여국가는 NATO 소속 26개국, 대한민국을 비롯한 협력국이 12개에 이르렀다. 주요 파견국가는 미군을 중심으로 영국, 캐나다, 이탈리아, 프랑스, 독일, 네덜란드, 벨기에, 스페인, 폴란드, 오스트레일리아, 뉴질랜드, 아제르바이잔, 터키, 싱가포르 등이었다.

#### 스완 전투
2008년 8월 8일, 미국해병대 소속 7연대 2대대의 소대병력 30명과 탈레반 250명이 아프가니스탄 팔라하 스완(Shewan)마을에서 진행한 전투이다.수적으로 매우 불리하여 상당한 병력손실이 일어날수도 있었지만, 미군 해병대 지정사수의 활약으로 위기를 모면했다.

#### 키팅진지 방어전투
미군 키팅진지에는 콜로라도주 포트 카슨 진지에서 파견된 제 61기병연대 3대대 브라보 중대 소속병력 80명과 아프가니스탄 정부군이 주둔하고 있었다. 이 곳은 원활한 헬기 접근을 위해 낮은 계곡지역에 위치해서 고지대에서의 공격에 취약했다.탈레반은 이점을 공략해 고지에서 RPG-7 대전차 화기와 박격포 등의 곡사화기를 앞세워 공격을 시작한다. 미군은 AH-64D 아파치 공격헬기로 대응했지만 탈레반의 대전차 로켓에 의해 저지당했다. 이에 미군은 F-15E 전투기로 폭격을 가하여 전세 역전을 꿰했지만 계속하여 폭격을 가할수는 없었다. 결국 탈레반과 백병전을 수행할 정도로 전투가 격렬해졌다. 그러던 중 미군 전투기가 탈레반이 숨겨놓은 박격포 진지를 타격했고 전세가 역전된 탈레반은 후퇴했다.

#### 넵튠 스피어 작전
2011년 4월 29일, 오바마 대통령은 특수전 부대를 통한 빈 라덴 제거작전, 즉 넵튠 스피어 작전을 지시하였다. 정예 특수전 병력 24명이 블랙호크 헬기를 타고 비밀리에 입수한 빈 라덴 저택으로 침투해서 빈 라덴을 사살했다.

### 빈 라덴 사살 그 이후
미군은 2011년 넵튠 스피어 작전에서 빈 라덴 사살을 성공한다. 미국은 전쟁 장기화로 인한 피로와 경제 위기 등의 다양한 요인들로 전쟁 지속에 부담을 느꼈고 2011년 NATO 회의에서 점진적 철군을 결정한다. 얼마 전 미군은 아프가니스탄 정부에 치안권을 이양하고 철군을 완전히 마쳤다. 그러자 곧바로 탈레반이 다시 아프가니스탄 전역을 점령하기 시작했다.

## 역사
2001년 9·11 테러 이후 미국 대통령 조지 W. 부시는 탈레반에게 오사마 빈라덴의 인도와 알카에다 축출을 요구했다. 오사마 빈 라덴은 1998년부터 미국이 수배령을 내린 상태였다. 탈레반은 빈라덴이 9·11 테러에 개입한 명백한 정황이 있음에도, 그 인도를 거부하였고, 다른 관련자 인도 요구도 묵살했다. 미국은 지연 전략으로써 증거 요구를 거부했고, 2001년 10월 7일 영국과 함께 항구적 자유 작전을 개시했다. 아프가니스탄 내전에서 탈레반과 맞서 싸웠던 아프가니스탄 구국 이슬람 연합 전선(북부동맹)이 두 국가 연합에 참여했다. 2001년 12월, 유엔 안전보장이사회는 카불 확보를 비롯한 여러 임무에서 아프간 당국을 지원하기 위해 국제안보지원군을 설립했다. 같은 달 본 회의에서 하미드 카르자이가 아프가니스탄 임시 행정부의 지도자로 선출되었다. 2002년 카불의 로야 지르가가 아프가니스탄 임시 행정부가 되었다. 2004년 아프가니스탄 총선에서 카르자이는 대통령으로 선출되었고, 국호도 아프가니스탄 이슬람 공화국으로 변경되었다.
NATO는 2003년 8월부터 국제안보지원군에 개입하기 시작했고, 2003년 말 국제안보지원군의 지도권을 인수했다. 이 무렵 국제안보지원군은 43개국에서 파병된 군대로 이루어져 있었고, 이들 중 다수의 군대가 NATO 회원국에서 파병된 군인들로 구성되어 있었다. 아프가니스탄 주둔 미군의 일부도 NATO 사령부 예하에서 운용되었고, 나머지는 미국 사령부의 지시를 받았다.
초기 침공에서 패배한 이후, 무하마드 오마르가 탈레반을 재조직했고, 이들은 2003년부터 정부와 국제안보지원군에 맞서 반란을 일으켰다. 무기가 열악했고 수적으로 불리했음에도 불구하고 탈레반, 하카니 네트워크, 헤즈비 이슬라미 굴부딘을 비롯한 여러 무장단체의 반군들은 게릴라전, 교외 매복, 도심 지역에서의 자살 테러, 그리고 변절자들의 살해 등을 효과적으로 수행하며 전쟁을 소모전으로 이끌었다. 탈레반은 세계에서 가장 부패한 국가들에 속하는 아프가니스탄 정부의 취약점을 이용했다. 탈레반은 남부와 동부의 교외 지역에서 다시 영향력을 발휘하기 시작했다. 국제안보지원군은 2006년 마을 소탕 및 방어 계획인 대반란 작전을 위해 군사를 파병함으로써 이에 대응했다. 2007년부터 2009년까지 폭력이 급속하게 증가했다. 국제안보지원군이 탈레반 반군들과 맞서 싸우고 있는 동안, 북서 파키스탄 전쟁이 발발했다. 2009년 군대 수가 증가한 이래로, 2011년까지 군대 수는 향상세를 보였고, 2011년 아프가니스탄 주둔 미군과 국제안보지원군에서 활동하는 외국군은 140,000명에 이르렀다. 이들 중 100,000명이 미군이었다. 2011년 5월 1일 네이비 실은 파키스탄 아보타바드에서 오사마 빈라덴을 사살했다.
2012년 5월, NATO 지도자들은 NATO 시카고 회담에서 그들 군대 철수를 지지했다. 유엔 지원 평화 회담이 정부와 탈레반 사이 시작했다. 2014년 5월, 미국은 주요 작전이 2014년 12월 종료된다는 것과 이들 잔여 병력을 아프가니스탄에서 철수한다고 선언했다. 2014년 10월, 영국군이 헬만드주에 있는 마지막 기지를 아프가니스탄 군에 인계했고, 이것은 영국군 전투가 공식적으로 종료했음을 의미했다. 2014년 12월 28일, NATO는 공식적으로 아프가니스탄에서 국제안보지원군 전투 작전권을 종료했고, 아프가니스탄 정부에 완전히 책임권을 인계·전환했다. NATO는 ISAF 계승단체로 RS 임무를 시작했다. 2017년 5월, 13,000명 아프가니스탄 주둔 외국군이 철수에 관한 공식적인 계획 없이 남아있다.
하지만 2021년 5월부터 미군이 아프간에서 철수하기 시작했고, 전쟁의 판세가 탈레반 쪽으로 넘어갔다. 미군이 철수하자마자 아프가니스탄의 주요 도시들을 탈레반이 장악하기 시작했다. 8월 12일, 아프가니스탄의 제2, 3의 도시 헤라트와 칸다하르가 탈레반에게 넘어갔고 8월 13일에는 아프가니스탄의 수도인 카불에서 가까운 거리에 있었다. 결국 8월 15일, 아프가니스탄 정부가 탈레반에게 항복하면서 탈레반은 카불에 무혈입성했다.
이 전쟁으로 총사망자 23만 명, 난민 500만 명, 재산 1100조원(한화)의 피해가 발생했다.

## 같이 보기
- 911테러
- 항구적 자유 작전
- ODA
- ISAF
- 넵튠 스피어 작전
- 바그람 공군기지 폭탄테러
- 판지시르 저항군

## 참고 자료
- Special Inspector General for Afghanistan Reconstruction (2021년 6월 30일). Quartery reprot to the United State Congress (PDF) (보고서). 2021년 8월 13일에 원본 문서 (PDF)에서 보존된 문서. 2021년 8월 19일에 확인함.